# 三叶早熟禾
三叶早熟禾（学名：Poa trichophylla）为禾本科早熟禾属下的一个种。